# Kinesisk pungmes
Kinesisk pungmes (Remiz consobrinus) är en liten, vasslevande östasiatisk fågel i familjen pungmesar inom ordningen tättingar.

## Kännetecken

### Utseende

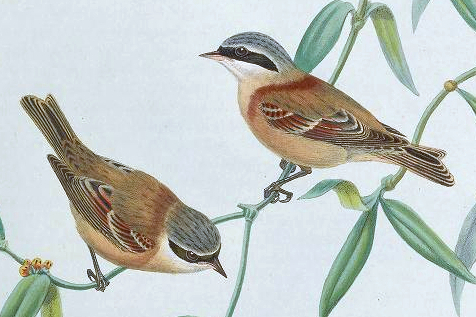
Illustration av två adulta hanar.

Kinesisk pungmes är en typisk medlem av släktet. Den väger 7,5–12 gram och mäter 9–12 cm, med kort stjärt och ganska smal, konisk och spetsig grå näbb. Arten är ganska blek, men den adulta hanen har grå hjässa och nacke som kontrasterar med svart ögonmask som sträcker sig till örontäckarna och som omges av vitt. Ovansidan är varmt rostbrun övergående mot gråbrun rygg och övergump. Vingarna är svarta med kastanjebruna vingtäckare som syns som ett vingband i flykten. Även stjärten är svart. Undersidan är gräddvit på haka och strupe, mot buken smutsvitt och beige. Honan är dovare färgad, saknar de rostbruna tonerna och har en smalare brun ögonmask. Iris är svart och likaså tarsen.

### Läten
Lätena är generellt mycket lika pungmesens. Locklätet är ett mycket tunt och högfrekvent, fallande "tseeooo" medan sången återges i engelsk litteratur som "chiichuri chuichuii".

## Utbredning och systematik
Fågeln häckar lokalt i sydöstra Sibirien och nordöstra Kina, från södra Ningxia och östra Inre Mongoliet österut till Heilongjiang. Vintertid flyttar den huvudsakligen till östra och södra Kina i mellersta och nedre Yangtzedalen, men även Yunnan, Guangxi, Guangdong och Hong Kong. Den ses även i Sydkorea och södra Japan, främst Kyushu och Honshu.

### Släktskap
Vissa inkluderar vitkronad pungmes (R. coronatus) som en underart. En DNA-studie från 2017 visar dock att både kinesisk och vitkronad pungmes utgör väl skilda evolutionära utvecklingslinjer, både från varandra och från komplexet pungmes-svarthuvad pungmes. Studier visar också på tydliga skillnader i utseende, läten och häckningsbeteende.

## Levnadssätt
Kinesisk pungmes är bunden till våtmarker, framför allt till vassbälten kantade av buskar och träd. Den lever av mindre ryggradslösa djur, men vintertid även stora mängder frön. Dess häckningsbiologi är inte välstuderad, men den häckar troligen från slutet av maj till mitten av juni i Kina.

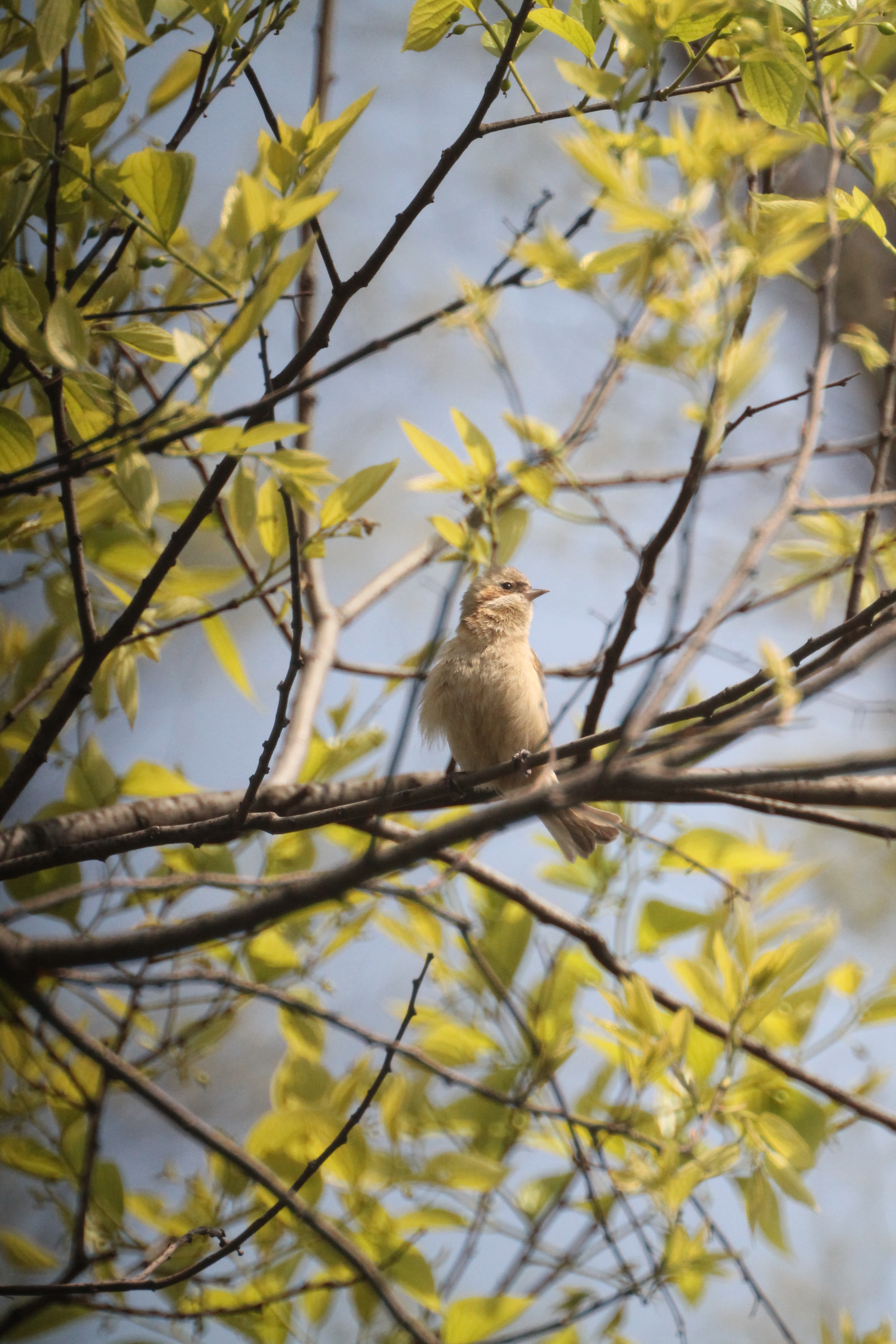
Honfärgad individ.

## Status och hot
Arten har ett stort utbredningsområde och en stor population, och tros öka i antal. Utifrån dessa kriterier kategoriserar internationella naturvårdsunionen IUCN arten som livskraftig (LC). Världspopulationen har inte uppskattats men den beskrivs som ovanlig i Kina, vanlig i Mai Po i Hongkong och ovanlig till ganska vanlig vintertid i västra Japan.